# Naryn
Naryn ( em quirguiz:  Нарын   , Narın, نارىن) é o centro administrativo regional da região de Naryn no centro do Quirguistão. Sua área é de 84 km2 (32 sq mi), e sua população estimada era de 40.000 em janeiro de 2019. A cidade foi estabelecida como uma fortaleza na rota das caravanas em 1868. Situa-se em ambas as margens do Rio Naryn (uma das principais nascentes do Syr Darya), que corta um desfiladeiro pitoresco pela cidade. A cidade tem dois museus regionais e alguns hotéis, mas é residencial.

## História

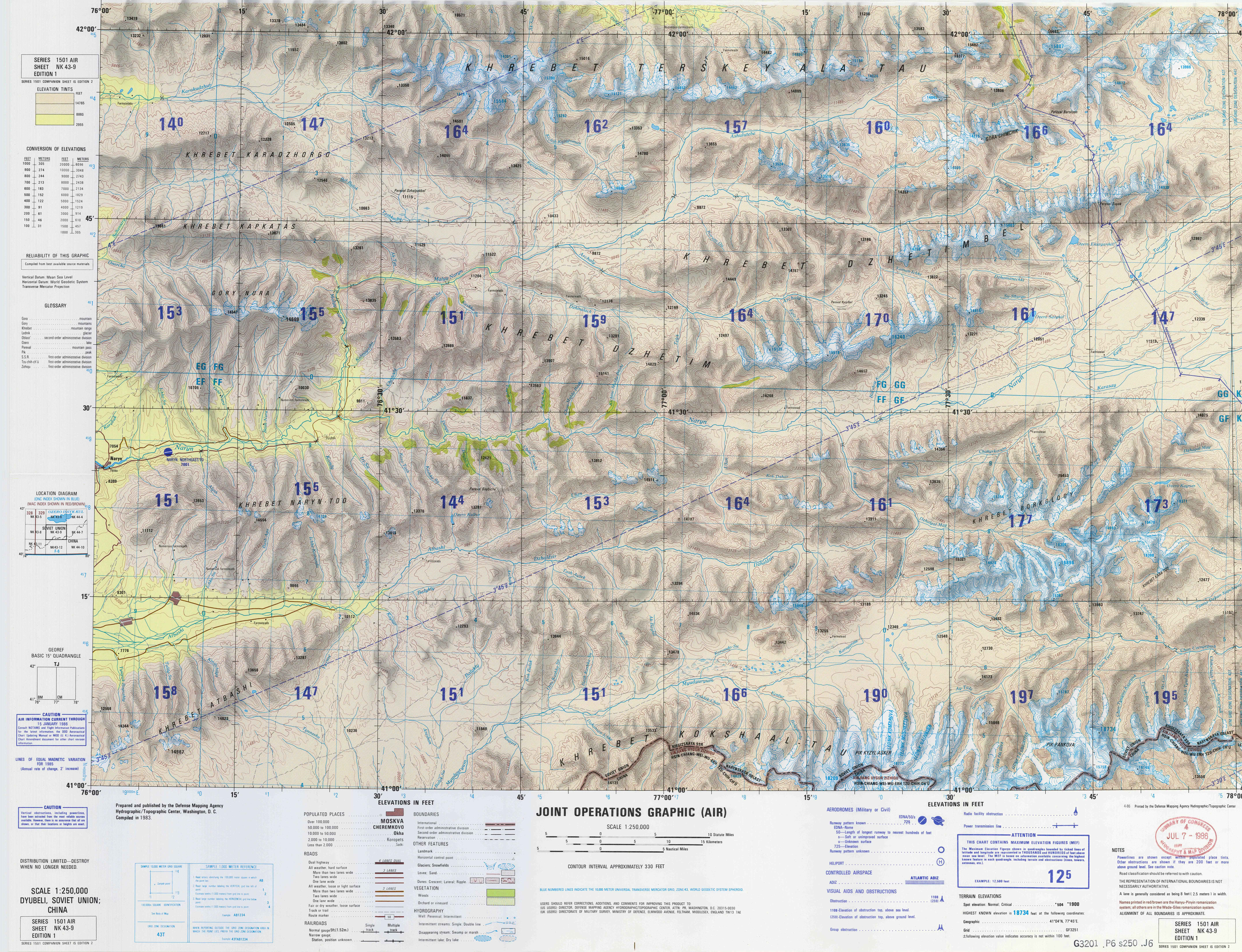
Mapa incluindo Naryn (DMA, 1983)

Naryn foi estabelecida como uma fortaleza na importante rota de caravanas entre Kashgar e Zhetysu (Semirechye) sob a direção do primeiro governador-geral do turquestão russo Konstantin Petrovich von Kaufmann em 1868.

## Visão geral
De Naryn, a estrada principal (um dos ramos da antiga Rota da Seda) segue para o sul através das montanhas centrais do Quirguistão, pouco povoadas, até Torugart Pass e China. Atualmente, esta é a principal via de transporte do Quirguistão para a China.
Naryn hospeda um dos três campi da Universidade da Ásia Central (UCA) . A Universidade foi fundada em 2000 pelos governos do Cazaquistão, da República do Quirguistão e do Tajiquistão e de Sua Alteza o Aga Khan. É a primeira instituição de ensino superior com autorização internacional do mundo. A UCA opera atualmente uma Escola de Educação Profissional e Continuada (SPCE), com uma Escola de Graduação e uma Escola de Pós-Graduação de Desenvolvimento em vias de implantação. As aulas de graduação no campus de Naryn, República do Quirguistão da Universidade da Ásia Central (UCA) começaram em 5 de setembro de 2016.

A cidade tem um clube de bandy.

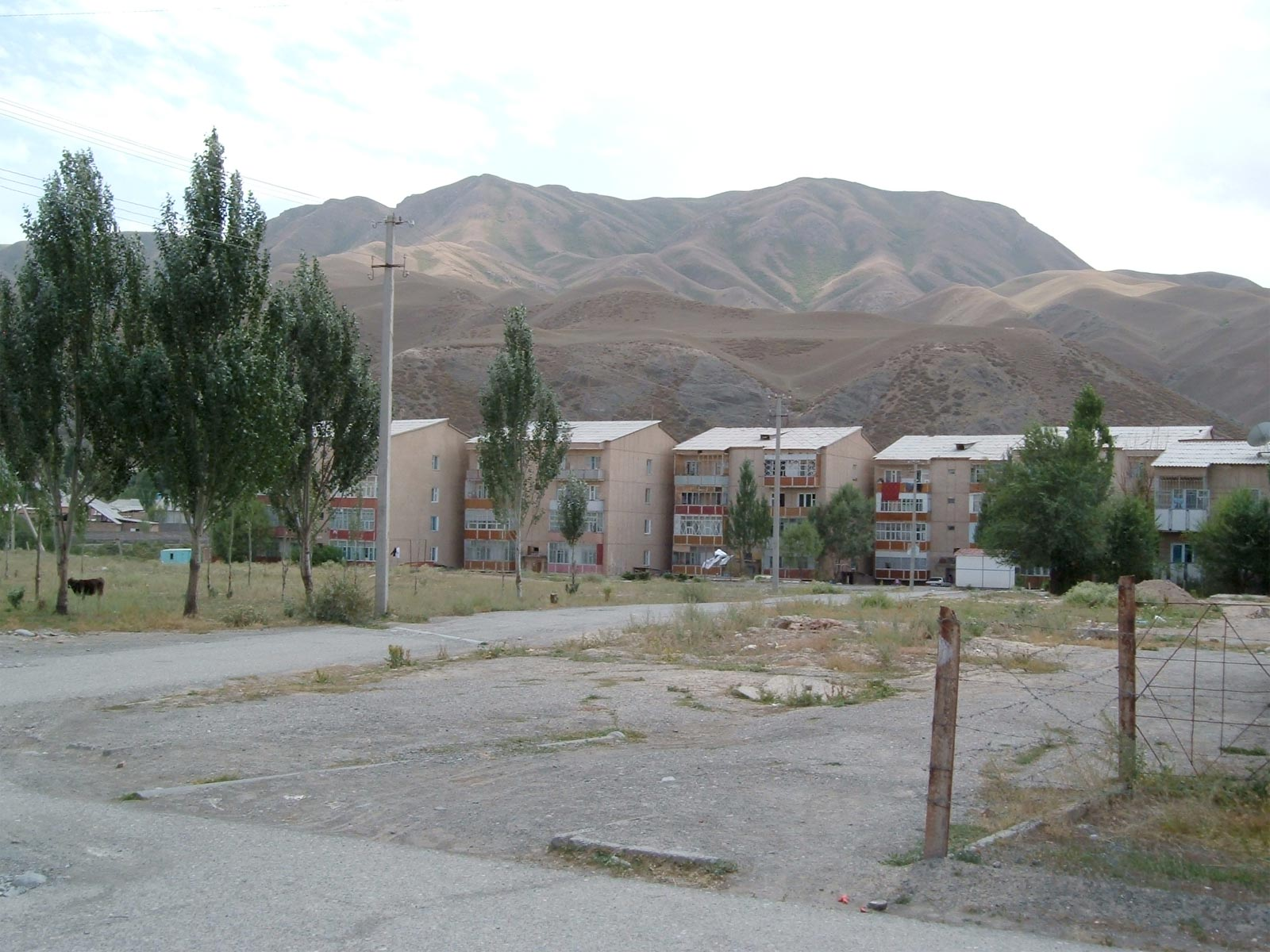
Edifícios de apartamentos em Naryn
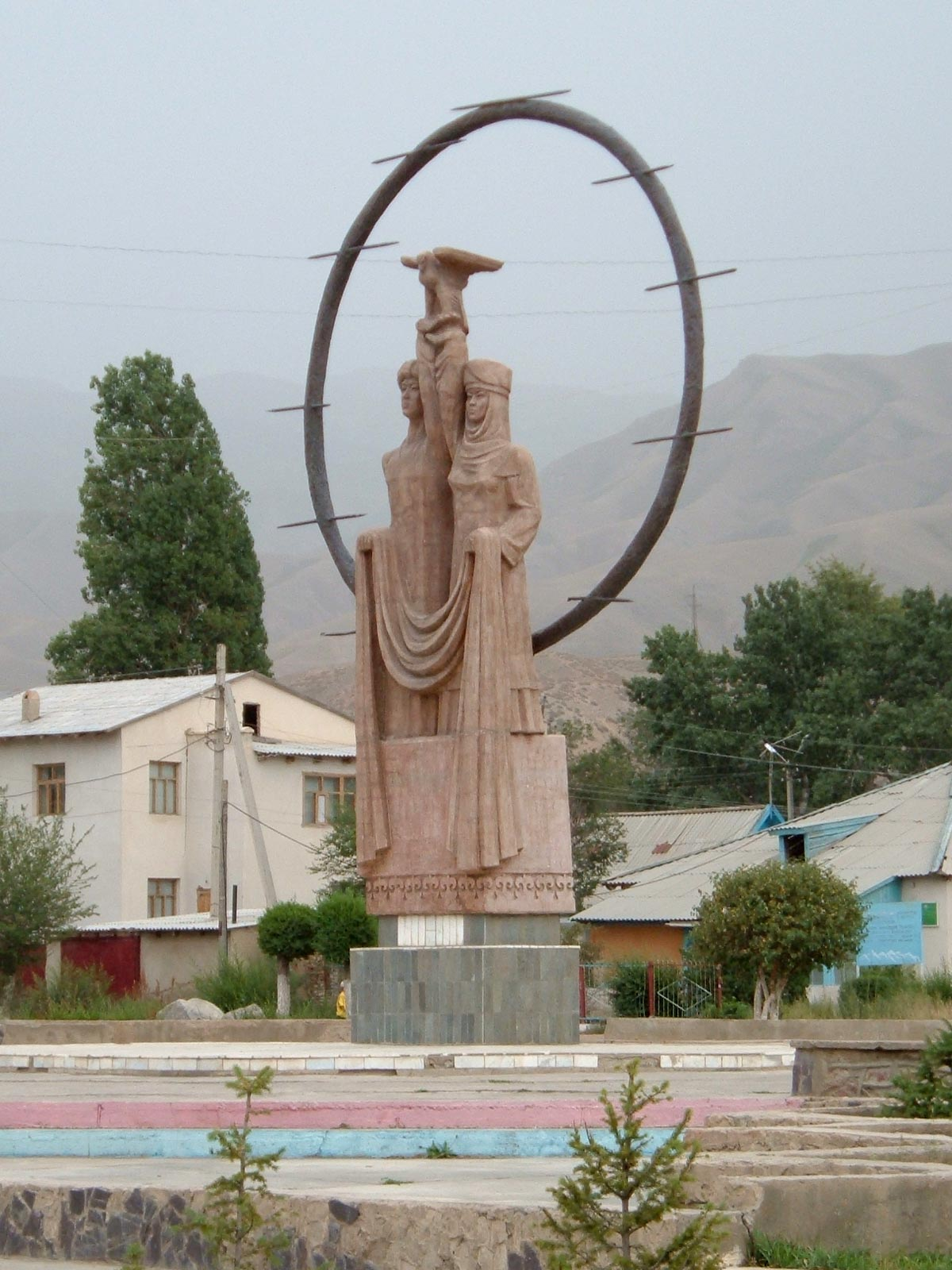
Estátua na praça principal de Naryn
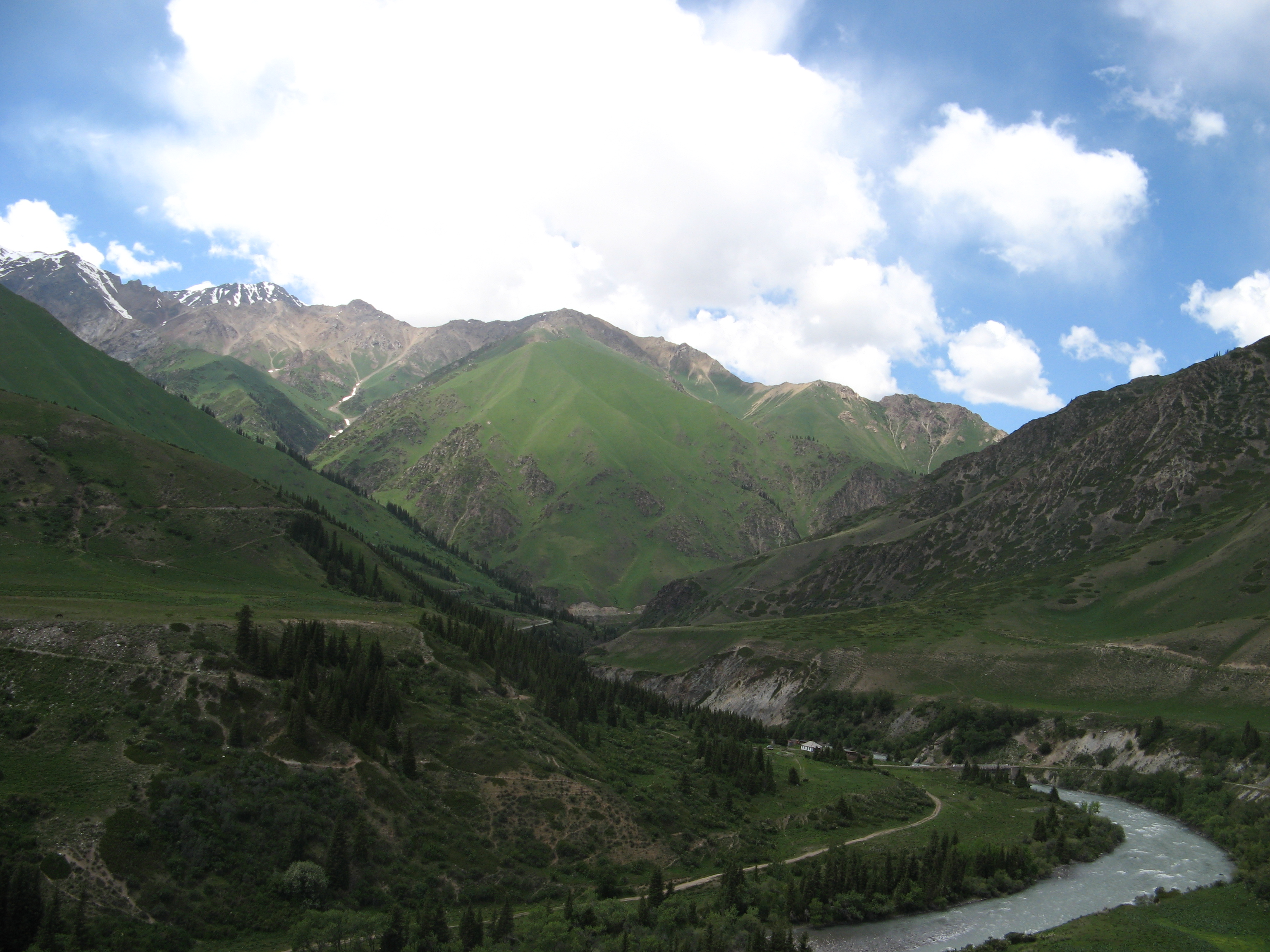
Campo ao redor de Naryn.

## Demografia
Naryn é a décima maior cidade em população do Quirguistão. Sua população de fato, de acordo com o Censo Populacional e Habitacional de 2009, era de 34.226. A população do distrito como um todo era de 44.080 pessoas de acordo com o censo de 2009. De acordo com o Comitê Nacional de Estatística, a população de Naryn era de 40.000 em janeiro de 2019.

## Economia
A economia da Província é dominada pela pecuária, como ovelhas, cavalos e iaques, sendo lã e carne os principais produtos.

## Clima
Naryn tem um clima semi-árido frio (classificação climática de Köppen BSk ) com fortes tendências continentais .
| Dados climáticos para Naryn (1961–1990)  | Dados climáticos para Naryn (1961–1990) | Dados climáticos para Naryn (1961–1990) | Dados climáticos para Naryn (1961–1990) | Dados climáticos para Naryn (1961–1990) | Dados climáticos para Naryn (1961–1990) | Dados climáticos para Naryn (1961–1990) | Dados climáticos para Naryn (1961–1990) | Dados climáticos para Naryn (1961–1990) | Dados climáticos para Naryn (1961–1990) | Dados climáticos para Naryn (1961–1990) | Dados climáticos para Naryn (1961–1990) | Dados climáticos para Naryn (1961–1990) | Dados climáticos para Naryn (1961–1990) |
| Mês                                      | Jan                                     | Fev                                     | Mar                                     | Abr                                     | Mai                                     | Jun                                     | Jul                                     | Ago                                     | Set                                     | Out                                     | Nov                                     | Dez                                     | Ano                                     |
| ---------------------------------------- | --------------------------------------- | --------------------------------------- | --------------------------------------- | --------------------------------------- | --------------------------------------- | --------------------------------------- | --------------------------------------- | --------------------------------------- | --------------------------------------- | --------------------------------------- | --------------------------------------- | --------------------------------------- | --------------------------------------- |
| Recorde alta °C (°F)                     | 2 (36)                                  | 2 (36)                                  | 20 (68)                                 | 27 (81)                                 | 28 (82)                                 | 31 (88)                                 | 30 (86)                                 | 34 (93)                                 | 28 (82)                                 | 22 (72)                                 | 10 (50)                                 | 0 (32)                                  | 34 (93)                                 |
| Média alta °C (°F)                       | −9.7 (14.5)                             | −6.6 (20.1)                             | 2.9 (37.2)                              | 13.9 (57)                               | 17.9 (64.2)                             | 21.5 (70.7)                             | 24.5 (76.1)                             | 24.9 (76.8)                             | 20.2 (68.4)                             | 12.7 (54.9)                             | 2.2 (36)                                | −6.4 (20.5)                             | 9.9 (49.8)                              |
| Média diária °C (°F)                     | −15.8 (3.6)                             | −12.5 (9.5)                             | −2.5 (27.5)                             | 7.7 (45.9)                              | 11.6 (52.9)                             | 14.7 (58.5)                             | 17.3 (63.1)                             | 17.6 (63.7)                             | 12.9 (55.2)                             | 6.0 (42.8)                              | −3.5 (25.7)                             | −11.9 (10.6)                            | 3.5 (38.3)                              |
| Média baixa °C (°F)                      | −20.4 (−4.7)                            | −17.3 (0.9)                             | −6.5 (20.3)                             | 2.3 (36.1)                              | 6.1 (43)                                | 8.5 (47.3)                              | 10.7 (51.3)                             | 10.4 (50.7)                             | 6.2 (43.2)                              | 0.6 (33.1)                              | −7.6 (18.3)                             | −16.1 (3)                               | −1.9 (28.6)                             |
| Recorde baixa °C (°F)                    | −36 (−33)                               | −28 (−18)                               | −24 (−11)                               | −8 (18)                                 | −1 (30)                                 | 2 (36)                                  | 4 (39)                                  | 2 (36)                                  | −7 (19)                                 | −11 (12)                                | −26 (−15)                               | −33 (−27)                               | −36 (−33)                               |
| Média precipitação mm (pol.)             | 9.7 (0.382)                             | 13.4 (0.528)                            | 19.8 (0.78)                             | 34.0 (1.339)                            | 48.5 (1.909)                            | 54.8 (2.157)                            | 37.3 (1.469)                            | 20.8 (0.819)                            | 17.3 (0.681)                            | 15.1 (0.594)                            | 10.9 (0.429)                            | 9.5 (0.374)                             | 291.1 (11.461)                          |
| Média de dias de precipitação (≥ 1.0 mm) | 3.1                                     | 5.8                                     | 5.6                                     | 6.8                                     | 9.4                                     | 10.0                                    | 7.2                                     | 4.4                                     | 3.3                                     | 3.3                                     | 3.3                                     | 2.7                                     | 62.9                                    |
| Média umidade relativa (%)               | 76                                      | 74                                      | 71                                      | 60                                      | 54                                      | 57                                      | 55                                      | 50                                      | 45                                      | 52                                      | 63                                      | 74                                      | 61                                      |
| Média mensal horas de sol                | 135                                     | 145                                     | 178                                     | 210                                     | 246                                     | 292                                     | 320                                     | 316                                     | 274                                     | 218                                     | 156                                     | 122                                     | 2 612                                   |
| Source #1: Deutscher Wetterdienst        |                                         |                                         |                                         |                                         |                                         |                                         |                                         |                                         |                                         |                                         |                                         |                                         |                                         |
| Source #2: NOAA (sun, 1961–1990)         |                                         |                                         |                                         |                                         |                                         |                                         |                                         |                                         |                                         |                                         |                                         |                                         |                                         |